# Clusia celiae
Clusia celiae är en tvåhjärtbladig växtart som beskrevs av B. Maguire. Clusia celiae ingår i släktet Clusia och familjen Clusiaceae. Inga underarter finns listade i Catalogue of Life.